# Stanley Asumnu
Stanley Uchenna Asumnu (Houston, 1º novembre 1982) è un ex cestista statunitense, professionista nella NBDL.

## Palmarès
- Campione NBDL (2010)